# Aleksiej Sokołow (muzyk)
Aleksiej Sokołow, ros. Алексей Николаевич Соколов (ur. 21 lipca 1978) – rosyjski kompozytor, pianista, klawesynista, pedagog muzyczny. Jest profesorem honorowym konserwatorium w Tiencinie.
Jest absolwentem Konserwatorium w Sankt Petersburgu. Wykładał w latach 1997-1999 na Państwowym Uniwersytecie Pedagogicznym im. Hercena na wydziale pianistyki, następnie został oddelegowany do Chin jako oficjalny przedstawiciel tejże uczelni. Od tego czasu wykłada w konserwatorium w Tianjin. Wśród jego wychowanków jest ponad czterdziestu laureatów konkursów międzynarodowych, w tym dwunastu zdobywców pierwszych nagród.
Profesor Sokołow napisał prace na temat wykonawstwa muzyki fortepianowej, m.in. utworów Ludwiga van Beethovena i sonat fortepianowych Franza Schuberta.
Występował w latach 1993-2001 w ośrodkach muzycznych Europy, Azji, w wielu miastach rosyjskich, w salach koncertowych Musikverein w Wiedniu, Filharmonii Petersburskiej i wielu innych.
Zasiada w jury wielu konkursów muzycznych, stworzył konkurs „Krok do mistrzostwa” w Sankt Petersburgu. Prowadzi również klasy mistrzowskie. Jego wychowankowie kontynuują studia na Juilliard School w Nowym Jorku, Eastman School of Music w Rochester, Oberlin Conservatory of Music w stanie Ohio i wielu innych.
Jego kompozycje były wykonywane w Rosji i wielu krajach świata. Jest laureatem międzynarodowego konkursu kompozytorów współczesnej muzyki kameralnej.